# 존 데이븐포트

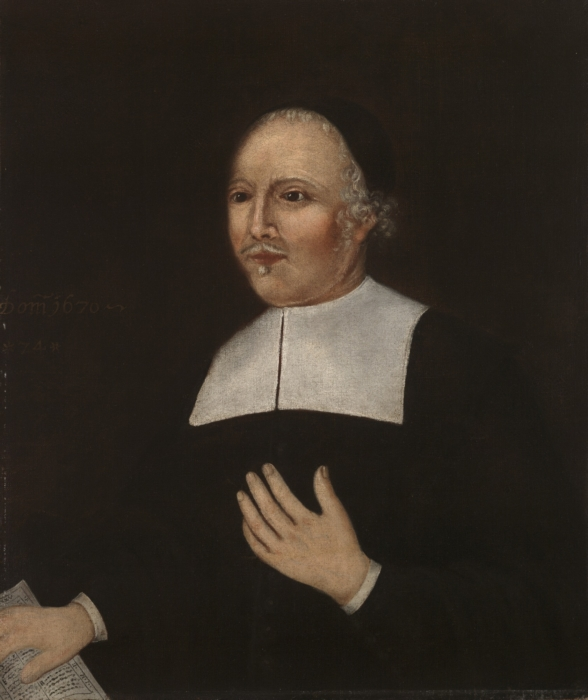
존 데이븐포트

존 데이븐포트(영어: John Davenport; 1597-1670) 영국의 청교도 목회자로 뉴헤이븐을 데오필로수 이튼과 함께 개척하였다. 홉킨스 학교도 공동설립하였다. 예일대학교를 세우는 데 비젼을 제시하였다.
교회 멤버십에 대한 강한 자격요건을 주장하였고 유아세례를 받기 전의 자격요건을 갖추는 것을 강조하였다. 1662년의 중도언약에 대해 강하게 반발하였다.

## 같이 보기
- 뉴헤이븐